# 伊良普山
15°49′0″S 68°32′36″W / 15.81667°S 68.54333°W

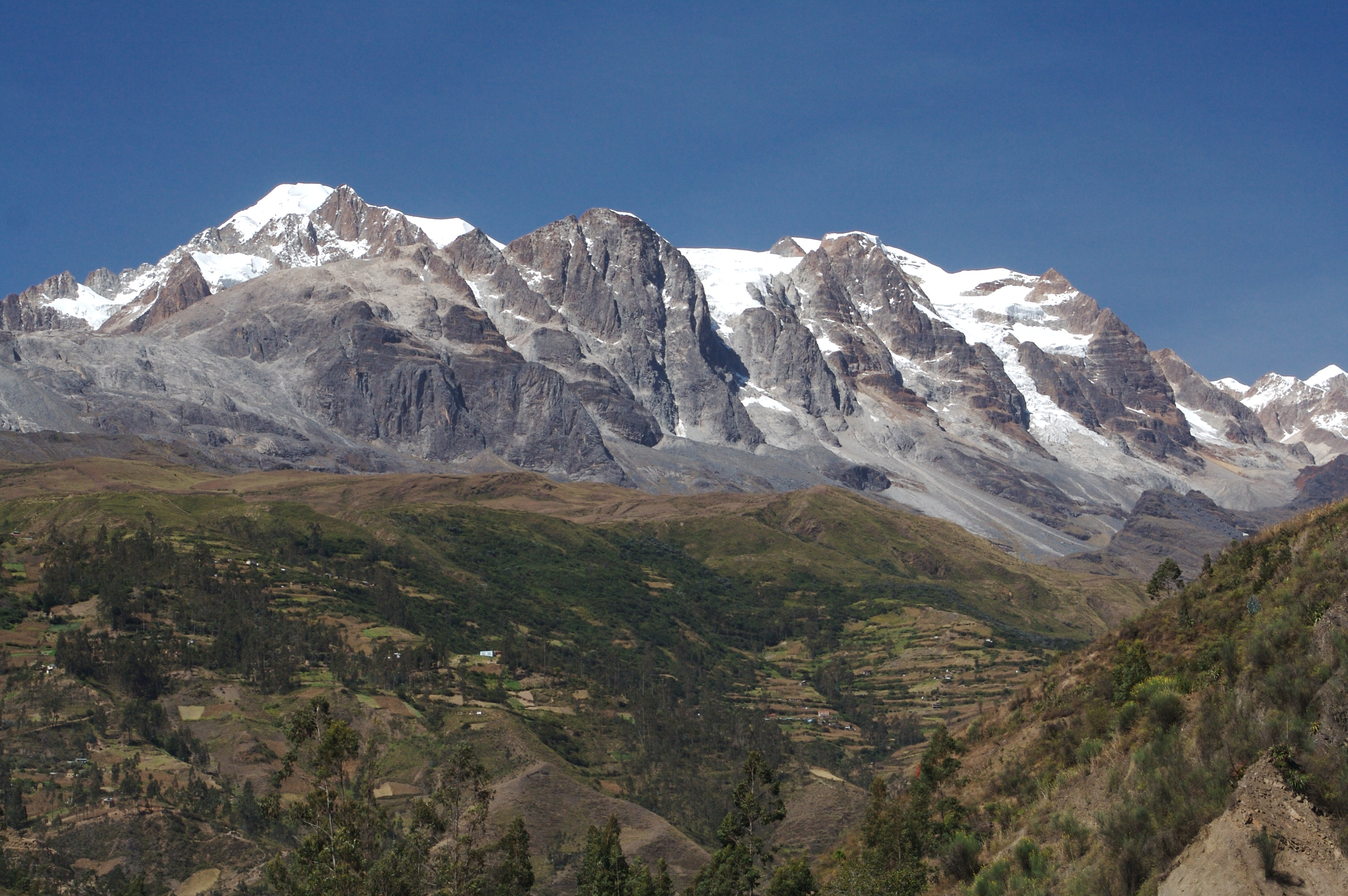

伊良普山（西班牙語：Illampu），是玻利維亞的山峰，位於該國西部拉巴斯省，屬於安第斯山脈中玻利維亞瑞阿爾山脈的一部分，海拔高度6,368米，是該國第四高山。